# Silo de La Palma del Condado
El silo de La Palma del Condado es un antiguo silo del municipio español de La Palma del Condado, en la provincia de Huelva. El recinto se encuentra situado junto a la estación de ferrocarril, al norte del casco urbano. Cuenta con el estatus de bien de interés cultural.

## Descripción
Se encuentra ubicado en el número 2 de la calle del Molino Nuevo de la localidad onubense de La Palma del Condado, en la comunidad autónoma de Andalucía. 

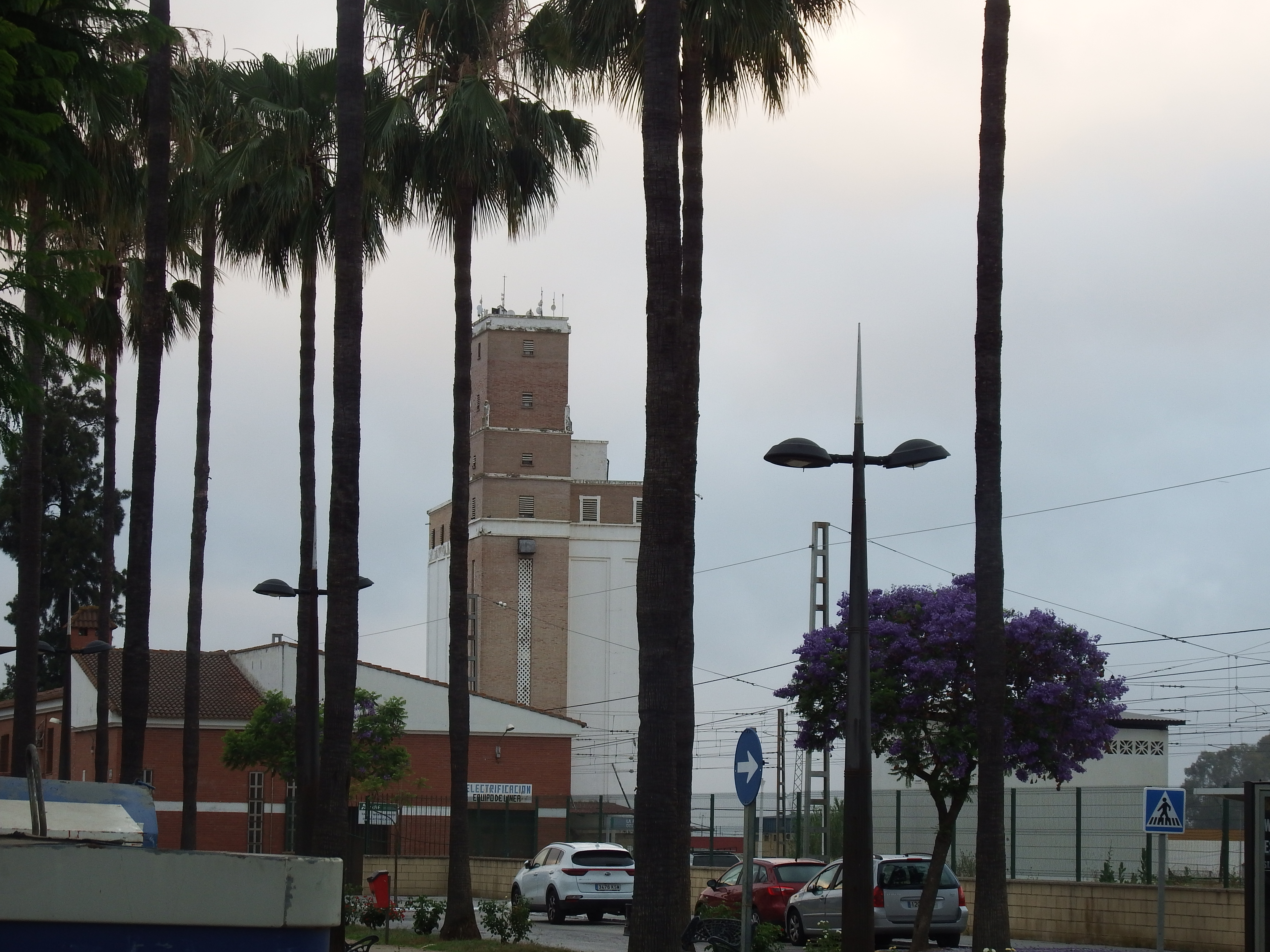
Vista del silo tras unas palmeras

Se trata de un edificio de estilo arquitectónico racionalista de líneas muy geométricas con una volumetría contundente. Se construyó como respuesta a la necesidad de almacenamiento del cereal en lugares de producción agrícola, durante una época en la que las cosechas eran muy irregulares.
Dentro de la Red Nacional de Silos, constituyó el primer espacio proyectado en la provincia de Huelva, dado su emplazamiento estratégico en la red básica de cereales, siendo aprobado por órdenes ministeriales de 26 de julio y de 27 de noviembre de 1946. El silo fue construido en dos fases. Una primera, promovida en el año 1949 por el Servicio Nacional del Trigo, que comprende la torre de comunicación vertical y 11 celdas ubicadas al este, cuyo proyecto original está firmado por el ingeniero agrónomo Leandro de Haro y Moreno. La segunda se realizó en septiembre de 1979, promovida por el Servicio Nacional de Productos Agrarios, adosando al anterior cuerpo nueve celdas hacia el oeste, actuación que se percibe desde el exterior con una línea vertical de unión entre ambas fases. El inmueble se corresponde con la tipología de silo de recepción, pudiendo almacenar hasta 2000 toneladas métricas de grano, cuya moderna maquinaria permitía recibir el grano directamente desde los productores, clasificándolo y conservándolo hasta su posterior redistribución a los puntos de consumo.
Su arquitectura es representativa de un periodo gris y de carestías, concebida bajo las premisas de utilidad, sencillez y economía, además de vestigio material de la importancia de la economía agraria palmerina durante la segunda mitad del siglo XX. El silo se presenta actualmente como un hito paisajístico gracias a su emplazamiento junto al ferrocarril, contundente presencia y alzado sobre el horizonte urbano de La Palma del Condado. El inmueble alberga una importante colonia de cernícalos primilla. El 5 de octubre de 2021 fue declarado bien de interés cultural con la categoría de monumento.